# Национален антропологичен музей
Националният антропологичен музей е създаден на 21 март 2007 г. като част от системата от музеи към Българската академия на науките под патронажа на Института по експериментална морфология, патология и антропология с музей към БАН. Намира се в гр. София, на бул. „Цариградско шосе“ № 73, в непосредствена близост до сградата на Министерството на външните работи.
В музея има много възстановени образи на хора, живели по българските земи в различни исторически епохи. Възстановките са дело на проф. Йордан Йорданов, който е единственият антрополог в България, използващ методологията на М. М. Герасимов за възстановяване на меките тъкани по черепа на човек. Във витрина в началото на експозицията са представени отделните етапи на работата по подобна възстановка.
Към музея има и национална костница, където се събират и съхраняват антропологически материали, открити при археологически разкопки от територията на цялата страна. Тази база данни се ползва от учени и изследователи. По нея се изучават хората, живели по българските земи от древността до наши дни.
Експозицията в музея е подредена в хронологически ред – Праистория, Античност, Средновековие и Възраждане. Няколко възстановки на лица представят еволюцията на човешките черти и постепенната им грацилизация (еволюционен процес, при който лицевите кости постепенно се променят, а чертите на лицето стават по-фини). Пресъздаден е и образът на жреца, положен в гроб № 43 във Варненския некропол (където е открито най-старото обработвано злато в Европа). Интересен експонат е и образът на тракийската принцеса, положена в гробницата, открита в Могиланската могила в центъра на Враца.
Други интересни експонати в музея са възстановените образи на българските царе Калоян (1168 – 1207 г.), Самуил (неизв. – 1014 г.), както и на чъргубиля Мостич. В музея могат да се видят още образите на възрожденците Захари Стоянов и Георги Раковски, както и на други видни борци за освобождението на България от османско владичество.
В музея има също и няколко реконструкции на гробове, заедно с разположените в тях тела – полагане тип „хокер“ (в ембрионална поза) и християнски тип (със скръстени върху гърдите ръце).